# 로멜루 루카쿠
로멜루 메나마 루카쿠 볼링골리(네덜란드어: Romelu Menama Lukaku Bolingoli, 1993년 5월 13일 ~ )는 벨기에의 축구 선수로, 현재 이탈리아의 세리에 A의 나폴리에서 뛰고 있다.

## 클럽 경력

### 유소년 시절
루카쿠는 5살에 지역의 축구 팀인 루펠 붐에서 축구를 시작했다. 루펠 붐에서 축구를 한지 4년 후 벨기에 1부 리그 클럽인 리르서 SK의 스카우트의 눈에 띄어서 2004년부터 뛰었다. 리르서에서 뛰던 2년 동안 루카쿠는 68경기에서 121골을 넣었다. 리에르세가 벨기에 프로 리그에서 강등 당한 후 RSC 안데를레흐트에서 리르서의 유소년 선수들을 자그마치 13명이나 영입했는데 그 중에 하나가 루카쿠였다. 그는 안데를레흐트 유소년 소속으로 3년 동안 뛰었으며 93경기에서 131골을 넣었다.

### 안데를레흐트
루카쿠가 16세가 되던 2009년 5월 13일에 안데를레흐트와 2012년까지의 프로 계약을 맺었다. 11일 후 그는 스탕다르 리에주와의 챔피언십 플레이오프에서 69분 빅토르 베르나르데스와 교체되어 출전하면서 1부 리그 데뷔전을 치렀다. 안데를레흐트는 0-1로 패배하였다.

### 첼시 FC
2011년 8월, 그는 그의 우상인 디디에 드로그바가 있는 첼시로 이적하였다. 하지만, 주전 경쟁 실패하였다. 무리뉴는 그가 인내심을 가지고 기다리길 원했으나 불만을 표출하였다. 무리뉴는 그에게 UEFA 슈퍼컵을 출전시키는 기회를 주었으나 형편없는 경기력으로 보답하였다. 그리고 그는 바로 임대수순을 밟는다. 첼시에서의 생활은 조급함의 실패라고 볼 수 있다.

### 웨스트브로미치 앨비언 FC
2012년 8월, 첼시에서 주전 경쟁에 실패한 그는 웨스트브로미치 앨비언 FC로 임대 이적하였다. 리버풀과의 개막전 득점을 통해 자신의 존재를 각인시켰고, 38경기 17골로 WBA 핵심 공격수로 거듭났다. 이러한 루카쿠의 활약은 에버턴의 관심으로 이어져 WBA 임대 종료 후 러브콜을 보냈다. 방식은 임대였지만 루카쿠는 수락하여 에버턴으로 임대 이적하게 된다.

### 에버턴 FC
2013-14 시즌 첼시로 복귀 했으나, 주전 경쟁에 밀려 다시 에버턴 FC로 임대되어 13-14 시즌 동안 36경기 16골 8도움을 기록하며 에버턴의 리그 5위 달성에 보탬이 됐다. 이후, 에버튼으로 완전 이적하여 총 세 시즌 동안 20골 이상을 기록하였으며, 특히, 16-17 시즌에 25골을 기록하여 해리 케인에 이어 득점 2위를 기록하였다.

### 맨체스터 유나이티드 FC
2017년 7월 8일, 맨체스터 유나이티드는 에버턴과 루카쿠의 이적을 공식 발표하였다, 루카쿠의 복귀를 원했던 첼시와의 영입경쟁에서 하이재킹을 통해 영입 경쟁에 승리하였다.
2017년 7월 10일, 공식적으로 맨체스터 유나이티드와 이적료로 7500만 파운드(약 1천111억원)에다 5년 계약을 맺었다. 이는 EPL 역대 2위에 해당하는 금액이며, 유럽축구를 통틀어도 5위에 해당되는 금액이다.(1위는 16-17 시즌을 앞두고 유벤투스에서 맨유로 이적한 폴 포그바의 9340만 파운드(약 1383억원)이다.)
2017년 7월 18일(한국시간 오전 11시)에 루카쿠는 레알 솔트레이크와의 프리 시즌 경기에서 역전골을 터뜨려 맨유 이적 후, 데뷔골을 신고하였고, 2017년 7월 21일(한국시간 오전 11시 5분)에 맨체스터 시티와의 프리시즌 경기에서 선제골을 기록하였으며, 2017년 7월 31일(한국시각)에 발레렝가와의 프리시즌 경기에서도 잇따라 골을 터뜨려 기대감을 높이고 있다.
2017년 8월 14일(한국시각 자정)에 있었던 웨스트햄 유나이티드와의 리그 개막전 경기에서 멀티골을 포함한 2골을 기록하여 팀의 4-0 대승을 이끌어냈다. 경기 후, 루카쿠는 팀 동료인 래쉬포드와 함께 평점 8점을 부여 받았다.
그리고, 리그에서 꾸준히 골을 기록해 온 루카쿠는 2017년 9월 13일(한국시각 새벽)에 열린 바젤과의 2017-18 유럽챔피언스리그 A조 1차전 경기에서 본인의 챔피언스리그 데뷔골을 신고하여 팀의 3-0 승리를 이끌어냈다.
루카쿠는 2017년 9월 18일(한국시간) 영국 맨체스터 올드 트래포드에서 열린 17-18 EPL 에버튼과의 홈경기에서 1골 1도움을 기록하며 팀의 4-0 대승을 이끌어냈다. 이 날 골을 기록한 루카쿠는 로비 파울러, 마이클 오언, 웨인 루니에 이어 90골 고지에 올라선 역대 최연소 4번째 선수가 되었다. 덤으로, 2017년 9월 19일(한국시각) 영국 일간지 데일리미러는 '맨유 역사에서 데뷔 후 7경기에서 7골을 넣은 것은 1995~1996시즌 앤디 콜 이후 처음'이라고 전했다.
덤으로 2017년 9월 30일 오후 11시(한국시간) 영국 맨체스터 올드 트래포드에서 열린 리그 7라운드 크리스탈 팰리스와 홈경기에서 득점포를 쏘아올려 팀의 4-0 완승을 거뒀다. 이 날 골을 기록한 루카쿠는 리그 7경기에서 7골을 기록하며 맨유의 전설 앤디 콜과 타이기록을 만들었고, 득점 단독 선두로 올라섰다.
그리고, 2017년 10월 3일(한국시간)에 국제축구연맹(FIFA) 산하 국제스포츠연구센터(CIES)에서 평가한 선수 가치에서 상승률 1위를 기록했다.
그러나 루카쿠는 11번째 경기 이후 슬럼프에 빠져 7경기 동안 유효 슈팅이 5개에 불과했고 한 골도 기록하지 못하다가 2017년 11월 19일(한국시각 새벽)에 열린 뉴캐슬과의 리그 12라운드 경기에서 골을 기록하여 8경기 동안의 무득점 굴레를 끊었지만, 2017년 12월 11일(한국시간)에 열린 맨체스터 더비 경기에서 세트피스 처리하는 상황에서 두 번의 실책을 범해 2실점을 기록하여 패배의 원흉이 되었고, 영국 스카이스포츠로부터 최하 평점 '4점' 부여 받았다. 결국 맨유는 맨시티에게 1-2로 패하였다. 하지만, 루카쿠는 2017년 12월 14일 오전 5시(한국시간) 올드 트래포드에서 열린 2017-18 잉글리시 프리미어리그(EPL) 17라운드 경기에서 전반 25분에 결승골을 기록하여 팀의 1-0 승리를 거둬 지난 맨체스터 더비전 실수를 털고 긴 침묵에서 깨어났다.
2017년 12월 31일(한국시간)에 있었던 사우샘프턴전 경기에서 전반 8분에 웨슬리 호에트와 경합 도중 머리 부상을 입었고, 뇌진탕 증상으로 인하여 래쉬포드와 교체되어 나갔다. 하지만, 부상이 심각하지 않아 1주일 결장하게 되었다.
그 후, 루카쿠는 2018년 1월 16일(한국시간 새벽)에 있었던 스토크 시티와의 경기에서 골을 기록하여 팀의 3-0 승리를 이끌었고, 리그 11호 골을 기록하였고, 2018년 2월 18일(한국시간)에 열린 2017/2018 FA컵 16강 경기에서 2골을 기록하여 4시즌 연속 20득점 기록을 달성하였다. 그리고, 2018년 2월 25일(한국시간)에 있었던 첼시와의 경기에서 1골 1도움을 기록하여 2-1 승리를 이끌었다. 경기 후, 루카쿠는 영국 BBC와 스카이스포츠로부터 MOM(Man Of the Match)에 선정되었다.
루카쿠는 2018년 3월 18일(한국시간)에 있었던 FA컵 8강 브라이턴 앤 호브 알비온전에서 선제골을 터트리며 맨유의 2-0 승리와 준결승행을 이끌었다. 이 날 골을 기록한 루카쿠는 맨유 데뷔 첫 시즌에 25골 이상 넣은 8번째 선수가 됐다.
뒤이어 2018년 3월 31일(한국시간)에 있었던 EPL 32라운드 스완지 시티와 홈경기에서 전반 5분에 선제골을 기록하였다. 이 날 골을 터뜨린 루카쿠는 통산 28번째로 EPL 100호 골을 달성하였다.
2018년 4월 7일(한국시간)에는 맨유 팬들로부터 71% 지지를 받고 2017/18 시즌 최초로 맨유 3월의 선수에 선정됐다.
루카쿠는 2018년 9월 3일(한국시간 자정)에 터프 무어 원정에서 열린 번리와의 2018/19 시즌 EPL 4라운드 경기에서 전반에만 2골을 기록하여 팀의 2-0 승리를 이끌었다. 이 날 2득점을 기록한 루카쿠는 개인 통산 EPL 104골을 넣으며 '우상' 디디에 드로그바와 함께 EPL 최다 골 타이를 이루었고 EPL 역대 공동 26위이자 현역 4위에 올랐다.
루카쿠는 지난 시즌 34경기 올 시즌 5경기에 걸쳐 리그 20골 고지를 점령하였고, 맨유 역사상 4번째로 빠른 기록이다. 루카쿠보다 빨리 리그 20골을 달성한 선수는 판 니스텔로이(26경기), 판 페르시(32경기), 드와이트 요크(34경기)뿐이다.
그 후, 무리뉴가 경질되고, 솔샤르가 맨유의 감독으로 부임 후, 래쉬포드에게 원톱 경쟁에 밀려 벤치 신세를 지고 있어 이적을 추진하려 했으나, 주전급 선수들의 연이은 부상으로 인하여 기회를 얻은 루카쿠는 리그 3경기 연속 멀티골을 성공하며 다시 한 번 정상급 스트라이커로 자리매김하였다. 2019년 3월 7일(한국시간 새벽)에 열린 유럽챔피언스리그 16강 2차전 파리 생제르맹과의 원정 경기 때 멀티골을 포함한 2골을 몰아쳐 팀의 3-1 승리를 이끌어냈다. 경기 후, 루카쿠는 영국 후스코어드닷컴으로부터 최고 높은 점수인 평점 8.8을 받았다.

### 인테르나치오날레
2019년 8월 8일, 인테르나치오날레로 이적했다. (이적료 7500만 파운드)
2021년 1월 3일, 루카쿠는 70경기 50골을 기록하며 호나우두의 77경기 50골 기록을 넘어섰다.
그 후, 루카쿠는 세리에 A에서 24골 11도움을 기록하여 인테르를 11년 만에 리그 우승에 일조했으나, 시즌 후, 인테르가 모기업의 재정난에시달리면서 매각 대상이 될 수 밖에 없었고, 스트라이커를 찾고 있던 친정팀인 첼시의 러브콜을 받고 이적을 확정지었다.

### 첼시 복귀
2021년 8월 12일 (현지 시간)에 9750만 파운드 (약 1,571억) 이적료로 이적하여 첼시를 떠난 지 7년 만에 화려하게 복귀하였다.
그 후, 아스널과의 리그 2라운드 경기에서 첼시에서의 첫 골을 신고하였고, 애스턴 빌라와의 리그 4라운드 경기에서 첼시 홈구장 15번째 출격 만에 드디어 첫골을 터뜨린데 이어 쐐기골을 포함한 2골을 기록하여 3-0 승리와 동시에 첼시의 리그 통산 600승을 이끌어냈다. 그러나 이번 시즌 프리미어리그에서 26경기 8골이라는 기대에 미치지 못하는 경기력을 보여주면서 FC 인테르나치오날레 밀라노로 공식 임대되었다.
임대 시즌, 세리에 A에서는 준수한 활약을 펼쳤으나, 시즌 마지막 경기인 2022-23년 UEFA 챔피언스리그 맨시티와의 결승전에서 골문 앞에서 수차례 결정적인 기회를 놓치며 인테르 밀라노팬들의 비난을 받았다.
2022-23시즌이 끝난 직후, 인테르에 남고 싶다고 하였으며, 첼시도 아예 인테르로의 완전이적을 준비하고 있었데, 2023년 7월에 들어서 루카쿠 본인이 갑자기 인테르의 라이벌인 세리에 A 유벤투스 FC로 이적하고 싶다고 하였다. 이에 대해 인테르 레전드 사네티는 루카쿠를 맹비난하였다. 그런데, 유벤투스조차 루카쿠에게 관심이 없다고 한다.
2023년 8월 30일 루카쿠는 공식적으로 AS 로마의 선수로 등록이 됐으며, 31일 임대 이적이 공식 발표되며 조제 무리뉴 감독과 재회했다.

## 국가대표팀 경력
루카루는 슬로베니아를 상대로 벨기에 U-21 팀에 데뷔하였고, 골을 기록했다.
2010년 2월 24일, 루카쿠는 크로아티아와의 경기에서 벨기에 성인 대표팀 데뷔전을 치렀다. 2010년 11월 17일에는 러시아와의 경기에서 데뷔골이자 멀티골을 터뜨렸다.
2014년 5월 26일에 루카쿠는 룩셈부르크 상대로 해트트릭을 기록하였고, 팀은 5-1 대승을 거두었다.
2017년 9월 1일(한국시간) 2018 러시아 월드컵 유럽 최종예선 H조 7차전에서 3골을 몰아쳐 벨기에의 9-0 완승에 기여했다.
2017년 11월 11일 오전 4시 45분(한국시간) 벨기에 브뤼셀에 위치한 킹 보두앵 스타디움에서 열린 평가전에서 멕시코를 상대로 멀티골을 포함한 두 골을 기록하면서 통산 A매치 30골로 벨기에 통산 최다 득점 공동 선두가 됐으며, 벨기에 최고의 레전드로 꼽히는 반 힘스트와 베르나르드 부어호프와 어깨를 나란히 하게 됐다.
2020년 기준 통산 A매치 52골로 벨기에 통산 최다 득점 기록을 가지고 있다.
2023년 3월 21일, 루카쿠는 티보 쿠르투아와 함께 벨기에 축구 국가대표팀의 부주장이 되었다.

## 경력 통계

### 클럽
2017년 5월 21일 기준
| 클럽                         | 리그         | 시즌     | 리그 | 리그 | 국내 컵 | 국내 컵 | 리그 컵 | 리그 컵 | 대륙 대회 | 대륙 대회 | 통산 | 통산 |
| 클럽                         | 리그         | 시즌     | 출장 | 득점 | 출장    | 득점    | 출장    | 득점    | 출장      | 득점      | 출장 | 득점 |
| ---------------------------- | ------------ | -------- | ---- | ---- | ------- | ------- | ------- | ------- | --------- | --------- | ---- | ---- |
| 안데를레흐트                 | 1부 리그     | 2008-09  | 1    | 0    | 0       | 0       | -       | -       | 0         | 0         | 1    | 0    |
| 안데를레흐트                 | 1부 리그     | 2009-10  | 33   | 15   | 1       | 0       | -       | -       | 11        | 4         | 45   | 19   |
| 안데를레흐트                 | 1부 리그     | 2010-11  | 36   | 16   | 2       | 0       | -       | -       | 11        | 4         | 50   | 20   |
| 안데를레흐트                 | 1부 리그     | 2011-12  | 2    | 2    | 0       | 0       | -       | -       | 2         | 2         | 2    | 2    |
| 첼시                         | 프리미어리그 | 2011-12  | 8    | 0    | 1       | 0       | 3       | 0       | 0         | 0         | 12   | 0    |
| 웨스트브로미치 앨비언 (임대) | 프리미어리그 | 2012-13  | 35   | 17   | 2       | 0       | 1       | 0       | -         | -         | 38   | 17   |
| 첼시                         | 프리미어리그 | 2013-14  | 2    | 0    | 0       | 0       | 0       | 0       | 1         | 0         | 3    | 0    |
| 에버턴 (임대)                | 프리미어리그 | 2013-14  | 31   | 15   | 1       | 1       | 1       | 0       | -         | -         | 33   | 16   |
| 에버턴                       | 프리미어리그 | 2014-15  | 36   | 10   | 2       | 2       | 1       | 0       | 9         | 8         | 48   | 20   |
| 에버턴                       | 프리미어리그 | 2015-16  | 37   | 18   | 3       | 3       | 6       | 4       | -         | -         | 46   | 25   |
| 에버턴                       | 프리미어리그 | 2016-17  | 37   | 25   | 1       | 1       | 1       | 0       | -         | -         | 39   | 26   |
| 맨체스터 유나이티드          | 프리미어리그 | 2017-18~ | 34   | 16   | 7       | 6       | 2       | 0       | 8         | 5         | 49   | 27   |
| 통산                         | 통산         | 통산     | 263  | 119  | 13      | 7       | 13      | 4       | 32        | 16        | 321  | 146  |

### 국가대표 골
| #  | 일정             | 장소                 | 상대                  | 득점           | 결과           | 대회                              |
| -- | ---------------- | -------------------- | --------------------- | -------------- | -------------- | --------------------------------- |
| 1  | 2010년 11월 17일 | 러시아, 보로네시     | 러시아                | 1 - 0          | 2 - 0          | 친선 경기                         |
| 2  | 2010년 11월 17일 | 러시아, 보로네시     | 러시아                | 2 - 0          | 2 - 0          | 친선 경기                         |
| 3  | 2012년 8월 15일  | 벨기에, 브뤼셀       | 네덜란드              | 3 - 2          | 4 - 2          | 친선 경기                         |
| 4  | 2013년 10월 11일 | 크로아티아, 자그레브 | 크로아티아            | 1 - 0          | 2 - 1          | 2014년 FIFA 월드컵 유럽 지역 예선 |
| 5  | 2013년 10월 11일 | 크로아티아, 자그레브 | 크로아티아            | 2 - 0          | 2 - 1          | 2014년 FIFA 월드컵 유럽 지역 예선 |
| 6  | 2014년 6월 1일   | 스웨덴, 솔나         | 스웨덴                | 1 - 0          | 2 - 0          | 친선 경기                         |
| 7  | 2014년 7월 1일   | 브라질, 사우바도르   | 미국                  | 2 - 0 (연장전) | 2 - 1 (연장전) | 2014년 FIFA 월드컵                |
| 8  | 2014년 11월 12일 | 벨기에, 브뤼셀       | 아이슬란드            | 3 - 1          | 3 - 1          | 친선 경기                         |
| 9  | 2016년 3월 29일  | 포르투갈, 레이리아   | 포르투갈              | 1 - 2          | 1 - 2          | 친선 경기                         |
| 10 | 2016년 5월 28일  | 스위스, 제네바       | 스위스                | 1 - 1          | 2 - 1          | 친선 경기                         |
| 11 | 2016년 6월 1일   | 벨기에, 브뤼셀       | 핀란드                | 1 - 1          | 1 - 1          | 친선 경기                         |
| 12 | 2016년 6월 5일   | 벨기에, 브뤼셀       | 노르웨이              | 1 - 0          | 3 - 2          | 친선 경기                         |
| 13 | 2016년 6월 18일  | 프랑스, 보르도       | 아일랜드              | 1 - 0          | 3 - 0          | UEFA 유로 2016                    |
| 14 | 2016년 6월 18일  | 프랑스, 보르도       | 아일랜드              | 3 - 0          | 3 - 0          | UEFA 유로 2016                    |
| 15 | 2016년 9월 6일   | 키프로스, 니코시아   | 키프로스              | 1 - 0          | 3 - 0          | 2018년 FIFA 월드컵 유럽 지역 예선 |
| 16 | 2016년 9월 6일   | 키프로스, 니코시아   | 키프로스              | 2 - 0          | 3 - 0          | 2018년 FIFA 월드컵 유럽 지역 예선 |
| 17 | 2016년 10월 7일  | 벨기에, 브뤼셀       | 보스니아 헤르체고비나 | 4 - 0          | 4 - 0          | 2018년 FIFA 월드컵 유럽 지역 예선 |
| 18 | 2016년 10월 13일 | 벨기에, 브뤼셀       | 에스토니아            | 7 - 1          | 8 - 1          | 2018년 FIFA 월드컵 유럽 지역 예선 |
| 19 | 2016년 10월 13일 | 벨기에, 브뤼셀       | 에스토니아            | 8 - 1          | 8 - 1          | 2018년 FIFA 월드컵 유럽 지역 예선 |
| 20 | 2017년 3월 25일  | 벨기에, 브뤼셀       | 그리스                | 1 - 1          | 1 - 1          | 2018년 FIFA 월드컵 유럽 지역 예선 |

## 수상

### 대회 기록

#### RSC 안데를레흐트
- 벨기에 1부 리그: 2009-10
- 벨기에 슈퍼컵 : 2010

#### 첼시 FC
- FIFA 클럽 월드컵 : 2022

#### FC 인테르나치오날레 밀라노
- 세리에 A : 2020-21
- 코파 이탈리아 : 2022-23
- 수페르코파 이탈리아나 : 2022

#### SSC 나폴리
- 세리에 A : 2024-25

#### 벨기에 축구 국가대표팀
- FIFA 월드컵 3위 : 2018

### 개인
- PFA 올해의 팀 : 2016-17
- UEFA 유로파리그 최우수 선수 : 2019-20
- UEFA 유로파리그 시즌의 스쿼드 : 2019-20
- 세리에 A MVP : 2020-21
- 세리에 A 올해의 선수 : 2021
- 세리에 A 올해의 팀 : 2020-21
- 세리에 A 도움왕 : 2024-25
- 벨기에 올해의 스포츠 유망주 : 2009
- 벨기에 브론즈슈 : 2009
- 벨기에 실버슈 : 2010
- 벨기에 에보니슈: 2011
- 벨기에 최우수 해외 선수 : 2020, 2021
- 에버튼 올해의 선수 : 2016-17

- FIFA 월드컵 브론즈 부트 : 2018
- UEFA 유로 대회 베스트 : 2021
- UEFA 네이션스리그 A 득점왕 : 2020-21

- 다비데 아스토리 상 : 2019
- 자친토 파케티 상 : 2020

## 같이 보기
- A매치 100경기 이상 출전한 축구 선수 명단